# كونور براندت
كونور براندت (بالإنجليزية: Connor Brandt)‏ (15 سبتمبر 1992 بسان دييغو في الولايات المتحدة - ) هو لاعب كرة قدم أمريكي في مركز الوسط. لعب مع نادي نيويورك سيتي وWilmington Hammerheads FC ‏ ونادي توكسون.

## وصلات خارجية
- كونور براندت على موقع الدوري الأمريكي (الإنجليزية)
- كونور براندت على موقع قاعدة بيانات كرة القدم.إي يو (الإنجليزية)
- كونور براندت على موقع AS.com (الإسبانية)